# Lysergsäureamide
Lysergsäureamide (meist kurz: Lysergamide) sind eine chemische Stoffgruppe, welche die Amide der Lysergsäure und ihre Derivate umfasst. Ihre Stammverbindung ist das Mutterkornalkaloid Ergin. Viele dieser Verbindungen weisen pharmakologische Eigenschaften auf, die sie als Arzneistoff oder auch Droge interessant machen. Lysergamidhaltige Arzneimittel werden vor allem in der Frauenheilkunde und Geburtshilfe, bei Migräne und Cluster-Kopfschmerz sowie bei Morbus Parkinson eingesetzt. Mit Blick auf den bekanntesten Vertreter der Gruppe – das hochpotente Psychedelikum Lysergsäurediethylamid (LSD) – spricht man im Falle synthetischer Lysergamide auch von LSD-Analoga. Dabei umfassen strukturelle LSD-Analoga alle Substanzen, deren chemische Struktur jener von LSD stark ähnelt. Ist die Ähnlichkeit so beschaffen, dass die Substanz im lebenden Organismus auch eine ähnliche Wirkung hervorruft wie LSD, hat man es überdies mit einem funktionellen LSD-Analogon zu tun. Diese Wirkung ist auch speziesabhängig und nicht unbedingt von Versuchstieren auf den Menschen übertragbar. Teilweise handelt es sich bei den funktionellen Analoga um Prodrugs, die nach Einnahme vom Körper in LSD umgewandelt werden. In manchen Fällen besitzen die Analoga eine eigenständige pharmakologische Aktivität. Neben wissenschaftlichem Interesse und industriellem Wirkstoffdesign besteht eine Motivation für die Entwicklung neuer LSD-Analoga darin, bestehende staatliche Regulierungen psychotroper Substanzen zu umgehen.

## Übersicht über die Stoffgruppe

### Grundstruktur
Die Struktur aller Lysergamide leitet sich von der Stammverbindung Ergin ab. Damit handelt es sich um Ergolene mit Doppelbindung zwischen den C-Atomen 9 und 10 (Δ9,10-Ergolene), die in Position 8 eine Carbonsäureamidgruppe aufweisen. Sie können daher als polycyclische Amide beschrieben werden, in die sowohl die Phenethylamin- als auch die Tryptaminstruktur eingebettet sind.
|  | Grundstruktur mit Nummerierung der Gerüstatome anhand der Ergolin-Struktur. Der Tryptamin-artige Teil der Struktur ist blau hervorgehoben, die Amidgruppe rot. Der Phenethylamin-artige Teil der Struktur führt vom Ring A direkt über die C-Atome 10 und 5 zur Aminogruppe (N-6). Das Molekül besitzt zwei Stereozentren (C-5 und C-8). Die dargestellte Stereochemie entspricht jener der natürlich vorkommenden D-(+)-Lysergsäure. Die Substituenten an Stickstoffatomen sind entsprechend der Anlage zum deutschen NpSG (siehe unten) nummeriert. Bei LSD ist R1=H, R2=Me und R3=R4=Et. |

### Natürlich vorkommende Lysergamide

Allgemeine Strukturformeln der Ergopeptine und -peptame. R = Rest, Prolin in grün.

Bei einem großen Teil der Mutterkornalkaloide – nicht jedoch den Clavinen und Lysergsäuren – handelt es sich um Lysergamide, welche in einfache Lysergamide und Ergopeptide unterteilt werden. Einfache Lysergamide tragen an der Amidgruppe keinen weiteren oder nur eine kleine Hydroxyalkylgruppe als Substituenten. Hierzu gehören die Stammverbindung Ergin sowie Lysergsäurehydroxyethylamid und Ergometrin. Bei Ergopeptiden sind über die Amidgruppe Tripeptide an das Ergin-Grundgerüst gebunden. Durch die vielfältigen Kombinationsmöglichkeiten von zwei der drei Aminosäuren (die dritte ist fast immer Prolin) zusätzlich zu den verschiedenen Substitutionsmustern am Ergin-Grundgerüst gibt es eine große Anzahl bekannter Ergopeptide. Man unterscheidet zunächst Ergopeptine und Ergopeptame: erstere enthalten einen Oxazolidring, in welchem die Stellung 2' oxidiert ist, in letzteren bilden die letzten zwei Aminosäuren einen Dizyklus. Bei Peptinen werden anhand der ersten Aminosäure weitere Untergruppen definiert, namentlich die Ergotamin- (Alanin), die Ergotoxin- (Valin) und die Ergoxin-Gruppe (α-Aminobuttersäure).

### Synthetische Lysergamide
Künstlich hergestellte Derivate leiten sich von natürlich vorkommenden Lysergamiden meist durch veränderte Substituenten an den drei Stickstoffatomen der Stammverbindung ab. Das bekannteste Beispiel ist das N,N-Diethylderivat von Lysergamid, LSD. Nur wenige Lysergamide mit Substituentenmodifikationen an anderen Stellen des Ergolen-Gerüsts sind von Bedeutung, zu nennen sind hier lediglich die 2-Brom-Derivate des Ergopeptins Ergocryptin, Bromocriptin, bzw. von LSD, BOL-148. Welche synthetischen Lysergamide als „LSD-Analoga“ bezeichnet werden, wird auch in der wissenschaftlichen Literatur uneinheitlich gehandhabt. Während sich Strukturanaloga schon durch bloße Ähnlichkeit der chemischen Struktur als solche qualifizieren, weisen funktionelle Analoga darüber hinaus wie LSD eine halluzinogene Wirkung auf. Dessen ungeachtet werden sowohl manche nicht-halluzinogene LSD-Derivate wie BOL-148 als auch Lysergamide, die keine Diethylamide sind, als „LSD-Analoga“ oder „LSD-Kongenere“ bezeichnet, wo dies zweckmäßig erscheint.

## Forschungsgeschichte

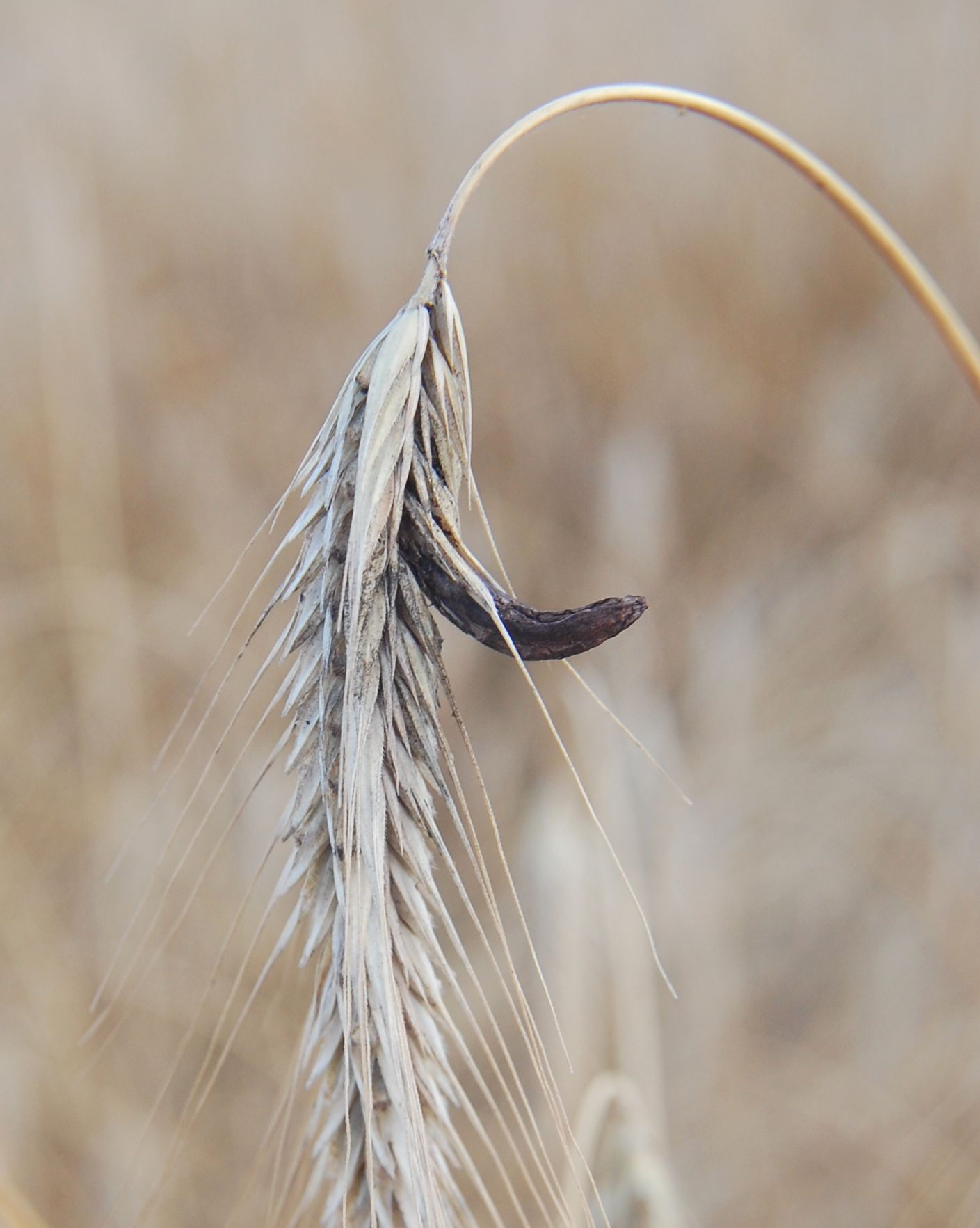
Roggenähre mit Mutterkorn, aus dem die ersten Lysergamide gewonnen wurden.

Spätestens seit der zweiten Hälfte des 15. Jahrhunderts wurde Mutterkorn in der Frauenheilkunde und Geburtshilfe eingesetzt, insbesondere als Mittel bei Wehenschwäche sowie zur Verminderung von Blutungen während und nach der Geburt. Im 17. Jahrhundert wurde es als Ursache des „Antoniusfeuers“ (siehe unten) erkannt. Auf der Suche nach den Wirkstoffen im Mutterkorn gelang es dem französischen Pharmazeuten Charles Joseph Tanret anno 1875 als erstem, mit „Ergotinin“ einen homogenen Bestandteil des komplexen Alkaloidgemischs zu isolieren, der aber wenig bis keine pharmakologische Wirksamkeit besaß und sich später als Gemisch dreier Lysergamide herausstellte. Auch das 1906 gleichzeitig von George Barger und Francis Howard Carr in England sowie F. Kraft in der Schweiz abgetrennte, pharmakologisch hochwirksame „Ergotoxin“ bzw. „Hydroergotinin“ wurde 1943 von den Schweizer Chemikern Arthur Stoll und Albert Hofmann als Lysergamidgemisch erkannt und in seine Einzelbestandteile aufgeteilt. Stoll war es auch, der bereits 1918 mit Ergotamin tatsächlich das erste Mutterkornalkaloid in Reinsubstanz gewonnen hatte. Ergometrin wurde in der ersten Hälfte der 1930er Jahre in mehreren Laboratorien zugleich entdeckt. Beim Versuch seiner Partialsynthese aus Isolysergsäure synthetisierte Hofmann 1938 im Labor von Stoll bei Sandoz erstmals – als 25. Lysergamidderivat aus seiner Synthesereihe – „LSD-25“, das sich im Weiteren aber als weder zur medikamentösen Wehenförderung noch als Analeptikum geeignet erwies, weswegen es vorerst nicht weiter verfolgt wurde. Patentiert und als Arzneimittel auf den Markt gebracht wurde von Sandoz in der Zwischenzeit das Ergometrin-Derivat Methylergometrin. Als Hofmann im Jahre 1943 noch einmal LSD synthetisierte und ihn dabei trotz vorsichtigen Arbeitens rauschhafte Symptome befielen, führte er einen Selbstversuch mit einer – nach damaligem Wissensstand – sehr geringen Menge seines Produkts durch, das sich dabei als psychotrope Substanz nie dagewesener Potenz herausstelle.
Seit der Entdeckung der psychotropen Wirkung von LSD wurden zahlreiche Derivate der Lysergsäure synthetisiert und charakterisiert, um seinen Wirkmechanismus zu erforschen. Nachdem es in den Jahren 1948 bis 1953 gelungen war, den Neurotransmitter Serotonin zu isolieren, zu identifizieren und darzustellen, beobachtete die Gruppe um John H. Gaddum, dass LSD in glatter Muskulatur als Antimetabolit von Serotonin wirkt. Vor diesem Hintergrund veranlasste die psychotomimetische Wirkung von LSD D. W. Woolley, E. Shaw und andere dazu, dem Zusammenhang zwischen der Rolle von Serotonin im Gehirn und der Entstehung von Psychosen wie Schizophrenie nachzugehen. Frühzeitig fiel auf, dass das LSD-Derivat 2-Brom-LSD (BOL-148) Serotonin antagonisiert und keinerlei psychedelische Effekte hervorruft. Daraufhin spielten LSD und seine Derivate eine wichtige Rolle in jener Phase der Psychopharmakologie, die von Albert Sjoerdsma und Michael G. Palfreyman als „Renaissance“ (1953–1970) der Serotoninforschung charakterisiert wurde. Im Laufe der 1960er kam die Forschung zum Einsatz von LSD im Rahmen „psycholytischer“ und „psychedelischer Therapie“ weitgehend zum Erliegen, was oft mit der zur gleichen Zeit einsetzenden Prohibitionspolitik begründet wird. Der Medizinhistoriker Matthew Oram weist aber für die USA darauf hin, dass LSD-Forschung niemals verboten, teilweise sogar weiterhin gefördert wurde, der Niedergang vielmehr bereits früher einsetzte und auf komplexe Veränderungen der rechtlichen Rahmenbedingungen für Pharmaforschung allgemein – u. a. infolge des Contergan-Skandals – zurückzuführen ist. Weiterhin wurden und werden Lysergamide einschließlich LSD zur biochemischen Grundlagenforschung verwandt und Derivate ohne ausgeprägte psychotrope Wirkung als Medikamente eingesetzt und erforscht. In jüngerer Vergangenheit hat auch das akademische Interesse an psychotropen Lysergamiden zu möglichem therapeutischen Einsatz und für die neuropsychologische Forschung wieder zugenommen.

## Medizinische Verwendung

Strukturformel von Methylergometrin. Der unter dem Handelsnamen Methergin vertriebene Arzneistoff löst Dauerkontraktionen der Gebärmutter aus.

Bei der Mutterkorn-Behandlung von Frauen mit Menstruationsbeschwerden sowie während und nach schwierigen Geburten diente wegen seiner gebärmutterstimulierenden Wirkung insbesondere das Mutterkornalkaloid Ergometrin als Wirkstoff, welches aufgrund dessen von der Weltgesundheitsorganisation auch als unentbehrliches Arzneimittel geführt wird. Ähnliche Wirkung zeigt sein synthetischer Abkömmling Methylergometrin. Ihre einstige Bedeutung auf diesem Gebiet haben die Lysergamide aber mittlerweile verloren. Während Ergometrin selbst nicht mehr im Handel ist, wurden vom Methylergometrin-Präparat Methergin in Deutschland im Jahr 2011 noch 0,8 Millionen Definierte Tagesdosen (DDD) verschrieben, bei rückläufiger Verschreibungshäufigkeit. Die Zweckentfremdung von Ergotpräparaten zur Selbstabtreibung birgt die Gefahr schwerwiegender Nebenwirkungen für die ungewollt Schwangere in Form von vaskulärem Ergotismus (siehe unten).
Mehrere Lysergamide werden als Mittel gegen Migräne eingesetzt oder erprobt. Das in der Migräneprävention effektive Methysergid verschwand infolge des Auftretens seltener, aber schwerer Nebenwirkungen (v. a. Retroperitonealfibrose) seit Mitte der 1960er wieder vom Markt. Ergotamin und sein Dihydroderivat werden darüber hinaus zur präventiven Behandlung von Cluster-Kopfschmerz eingesetzt, 2-Brom-LSD wird als möglicher Arzneistoff hierfür untersucht. Vom Dihydroergotamin-Präparat Ergotam-CT wurden 2013 in der BRD 1,7 Millionen DDD verschrieben, bei rückläufiger Verschreibungshäufigkeit.
Als drittes bedeutsames Gebiet kommen Lysergamidderivate in der Therapie der Parkinson-Krankheit zum Einsatz. Bromocriptin-Präparate wurden in der BRD 2019 im Umfang von insgesamt 1,1 Millionen DDD verschrieben. Auf den 9,10-hydrierten Wirkstoff Cabergolin entfielen weitere 0,93 Millionen DDD.
| Wirkstoff          | Gesamtverordnungen (in Tausend) | Anteil Generika an Verordnungen | Gesamtnettokosten (in Tausend Euro) | Jahr der Erhebung |
| ------------------ | ------------------------------- | ------------------------------- | ----------------------------------- | ----------------- |
| Bromocriptin       | 46,1                            | 090,0 %                         | 1673,5                              | 2017              |
| Cabergolin *       | 59,6                            | 030,9 %                         | 5614,5                              | 2017              |
| Dihydroergotamin * | 37,1                            | 100,0 %                         | 0630,2                              | 2013              |
| Methylergometrin   | 63,7                            | 00,0 %                          | 0778,2                              | 2011              |

## Pharmakologie

### Allgemeine Pharmakodynamik
Das pharmakologische Profil von Lysergamiden ist komplex, da sie mit einer Vielzahl von G-Protein-gekoppelten Rezeptoren wechselwirken, die biogene Amine als physiologische Liganden haben.

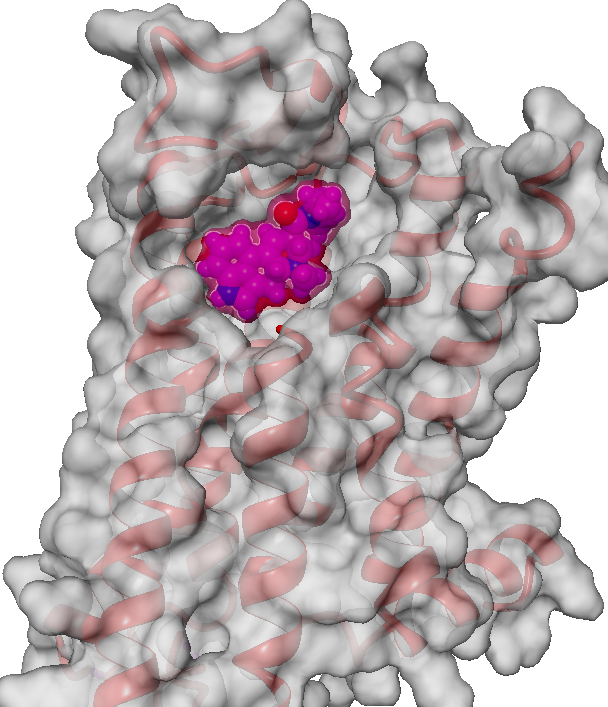
LSD an der orthosterischen Bindungsstelle des 5-HT_{2A}-Rezeptors. Um die Sicht ins Rezeptorinnere zu ermöglichen, sind Teile der Proteinstruktur ausgeblendet.

Die psychedelische Wirkung von LSD und Wirkungsanaloga wird vermittelt über die Aktivierung kortikaler Serotonin-Rezeptoren des Typs 2A (5-HTR2A), die überwiegend intrazellulär vorkommen. Eine Schlüsselrolle kommt der indirekten Ausschüttung von Glutamat, insbesondere im präfrontalen Cortex zu, wobei die vermittelnden Signaltransduktionskaskaden noch nicht in allen Einzelheiten aufgeklärt sind. fMRT-Studien zeigen, dass unter LSD-Einwirkung einerseits die Integrität funktionaler Netzwerke im Gehirn vermindert ist und die Signalvarianz innerhalb solcher Netzwerke abnimmt, andererseits verstärkt Hirnareale miteinander kommunizieren, die sonst untereinander nur wenig funktional verbunden sind. So begünstigt die intensivere funktionale Vernetzung anderer Hirnareale mit dem primären visuellen Cortex das Entstehen der charakteristischen Halluzination. Der Zusammenhang zwischen zunehmender Konnektivität im thalamokortikalen System und sensorischer Filterung im Thalamus muss noch genauer erforscht werden.
Für die psychedelische Wirkung ist die Reizübertragung über den Gαq-PLC-Pfad entscheidend sowie das Überschreiten einer Efficacy-Schwelle, die im Bereich von 70 bis 74 % liegt. Zu dieser Schlussfolgerung kam eine Studie aus dem Jahr 2023. Sie maß die G-Protein-Dissoziation per BRET und referenzierte die Emax-Werte auf Serotonin. LSD als starkes Halluzinogen wies eine Emax von 99 % auf. Partialagonisten mit Werten kleiner als 70 %, wie 2-Brom-LSD (53 %) und Lisurid (63 %), zeigen keine Anzeichen psychedelischer Wirkung, und zwar ungeachtet der Aktivität anderer Transduktoren (Reizübertrager). Die Studie widerspricht der Spekulation, β-Arrestin2 könne als Transduktor für die Halluzinogenese eine prominente Rolle spielen. β-Arrestin2 dürfte vielmehr für die Tachyphylaxie von Bedeutung sein, möglicherweise auch für eine antipsychotische Wirkung. Die Frage, warum manche hocheffiziente 5-HTR2A-Agonisten nicht oder nur schwach psychedelisch wirken, wird mit dem Grad der Zellmembranpermeabilität erklärt. So wirken Agonisten, die aufgrund ihrer ausgeprägten Lipophilie zur passiven Diffusion imstande sind, psychedelisch, während höher polare Stoffe wie Serotonin, die die Membran nicht durchqueren, keinen solchen Effekt haben. Im Englischen wird diese Form der funktionellen Selektivität location bias genannt.
Zahlreichen 5-HTR2A-Agonisten wohnt das Potential rasch depressionslösender Wirkung inne. Ergebnisse präklinischer Studien deuten darauf hin, dass sich der antidepressive Wirkanteil vom psychedelischen entkoppeln lässt. Dies wurde etwa am Beispiel des 5-HTR2A-Partialagonisten 2-Brom-LSD gezeigt, welches die psychedelische Wirkung von LSD und DOI hemmt und antidepressive Eigenschaften hat. Der antidepressive Effekt wird zum Teil der Aktivierung der 5-HT2A-Rezeptoren zugeschrieben, während andererseits erkannt wurde, dass LSD wie auch Psilocin unmittelbar an den Tyrosinkinaserezeptor Typ B (TrKB; als Dimer) hochaffin binden. TrKB gilt als zentraler Vermittler antidepressiver Wirkung. Diese Wirkstoffe erhöhen die Verfügbarkeit von TrkB an der Zelloberfläche und verstärken als Positivmodulatoren dessen Signalfunktion. Synergistisch bewirkt LSD die Hochregulierung und damit die erhöhte Verfügbarkeit des Neurotrophins BDNF, dem endogenen Liganden des TrKB.

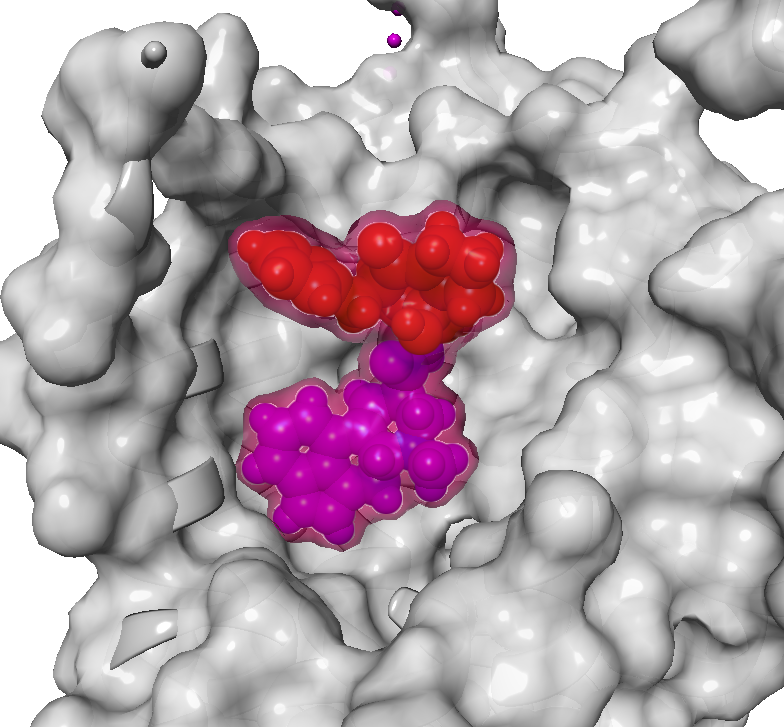
Ergotamin im Serotoninrezeptor Typ 2B. Teile der Proteinstruktur sind ausgeblendet. Der rot eingefärbte Tripeptidanteil befindet sich in der allosterischen Bindungsdomäne des extrazellulären Eingangsbereich des Rezeptors.

Sowohl LSD als auch Ergotamin wirken am 5-HT2B-Rezeptor als arrestinbevorzugende Agonisten, aktivieren also vorrangig den β-Arrestin-Signalweg gegenüber der Phosphoinositidkaskade. Am 5-HT1B-Rezeptor tritt dagegen keine vergleichbare funktionelle Selektivität auf.
Die migräneprophylaktische Wirkung von Methysergid kommt über 5-HT2B-Antagonismus zustande, die Wirkung gegen akute Migräne von Ergotamin und Dihydroergotamin dagegen über 5-HT1B/1D-Partialagonismus. Agonistische bzw. partialagonistische Wirkung vieler Lysergamidderivate wie Bromocriptin an Dopamin-Rezeptoren vor allem der D2-ähnlichen Gruppe ist die Grundlage ihres Einsatzes in der Therapie der Parkinson-Krankheit, der ein Dopaminmangel zugrunde liegt. In Kombinationstherapie mit der Dopamin-Vorstufe Levodopa kann es einen unerwünschten Nebeneffekt des langfristigen Levodopa-Einsatzes lindern, nämlich die davon induzierte Steigerung des Dopamin-Abbaus im Striatum, welche mit der Zeit die Dopamin-ersetzende Wirkung von Levodopa reduziert. Auch gibt es Hinweise darauf, dass Dopamin-abhängige Vorgänge für einen zeitverzögert eintretenden Teil der LSD-Wirkung verantwortlich sind. Darüber hinaus wechselwirken Lysergamide mehr oder weniger stark mit verschiedenen Adrenozeptoren. Historisch geht deren Unterteilung in α- und β-Typen darauf zurück, dass erstere von Mutterkornalkaloiden beeinflusst werden und letztere nicht. Aktivierung von α-Adrenozeptoren der glatten Muskulatur – wie im Uterus oder in Blutgefäßen – führt zu deren Kontraktion. Die absoluten und relativen Affinitäten zum α1- und α2-Rezeptorsubtyp stellen sich für verschiedene Lysergamide unterschiedlich dar.
Die geringe Bindungsselektivität ist typisch für Mutterkornalkaloide, die deswegen im Vergleich zu den ebenfalls auf Serotonin-Rezeptoren abzielenden Triptanen als Dirty Drugs gelten. Die relativen Affinitäten zu den verschiedenen Rezeptoren können bei Analoga in unterschiedlichem Ausmaß variieren; so hat man zwischen den Affinitäten verschiedener Lysergamide zu Dopamin-Rezeptoren der D1-ähnlichen Gruppe einerseits und zu Serotonin-Rezeptoren der 5-HT2-Familie andererseits keine nennenswerte Kovarianz gefunden. Dies eröffnet die Möglichkeit, durch geeignete Substitutionen die Selektivität synthetischer Lysergamide zu beeinflussen.
Im Falle vieler funktioneller LSD-Analoga ist nicht gesichert, ob ihre pharmakologische Wirkung auf eine eigenständige Rezeptoraffinität zurückzuführen ist, oder ob es sich um eine Prodrug handelt, aus der erst in vivo LSD oder ein anderes wirksames Lysergamid freigesetzt wird. Beide möglichen Wirkmechanismen schließen sich auch nicht gegenseitig aus, allerdings ist es unwahrscheinlich, dass eine Prodrug, die bereits teilweise zum hochpotenten LSD metabolisiert wurde, mit einer etwaigen eigenen Aktivität nennenswert zur psychotropen Wirkung beiträgt, wofür sie mit dem hochaffinen LSD um die vorhandenen 5-HT2A-Rezeptoren konkurrieren müsste, welches sich überdies durch eine lange Verweildauer ebenda auszeichnet. Dazu passt, dass die auf dem Drogenmarkt erhältlichen LSD-Analoga N-Allyl-nor-LSD (AL-LAD), 1-Propionyl-LSD (1P-LSD) und N-Ethyl-nor-LSD (ETH-LAD) im Rahmen einer Konsumentenselbstauskunftstudie tendenziell als etwas schwächere Version von LSD bewertet wurden.

### Struktur-Wirkungsbeziehung

Dopamin
Noradrenalin
Adrenalin
Serotonin

Grundlage der Struktur-Wirkungsbeziehung der Lysergamide ist, dass sie in ihrer chemischen Struktur mehreren Neurotransmittern ähneln. In ihrem Ergolen-Gerüst vereinen sie wesentliche Strukturmerkmale der Katecholamine (Dopamin, Noradrenalin, Adrenalin), die ebenfalls Phenylethylamine sind, sowie von Serotonin (5-Hydroxytryptophan), das gleichsam zu den Tryptaminen gehört. Aminerge Rezeptoren weisen eine schmale, mit hydrophoben Seitenketten ausgekleidete orthosterische Bindungstasche für ihre physiologischen Transmitter auf, in die sich auch das Ergolen-Gerüst einfügt.

#### Bedeutung der Amidsubstituenten
Besonders intensiv erforscht wird der Mechanismus der Wechselwirkung von Lysergamiden mit Serotonin-Rezeptoren. Dabei zeigt sich, dass für diese Liganden neben der orthosterischen Bindungstasche selbst auch der vorgelagerte Bereich von großer Bedeutung ist. In dieser erweiterten Bindungstasche (extended binding pocket, EBP) hält sich bei Bildung des Ligand-Rezeptor-Komplexes die C-8-ständige Amidgruppe mit ihren Substituenten auf. Auch für die Spezifität der Bindung an Dopamin-Rezeptoren hat sich die Wechselwirkung mit der erweiterten Bindungstasche als bedeutsam herausgestellt.

Die 2,4-Dimethylazetididgruppe (rot) entspricht dem NEt_{2}-Teil einer N,N-Diethylamidgruppe, deren Ethylgruppen durch eine verbindende Methylenbrücke in ihrer Bewegungsfreiheit stark eingeschränkt werden. Nur das abgebildete (S,S)-(+)-Stereoisomer LSZ erreicht im Tierversuch LSD-Potenz.

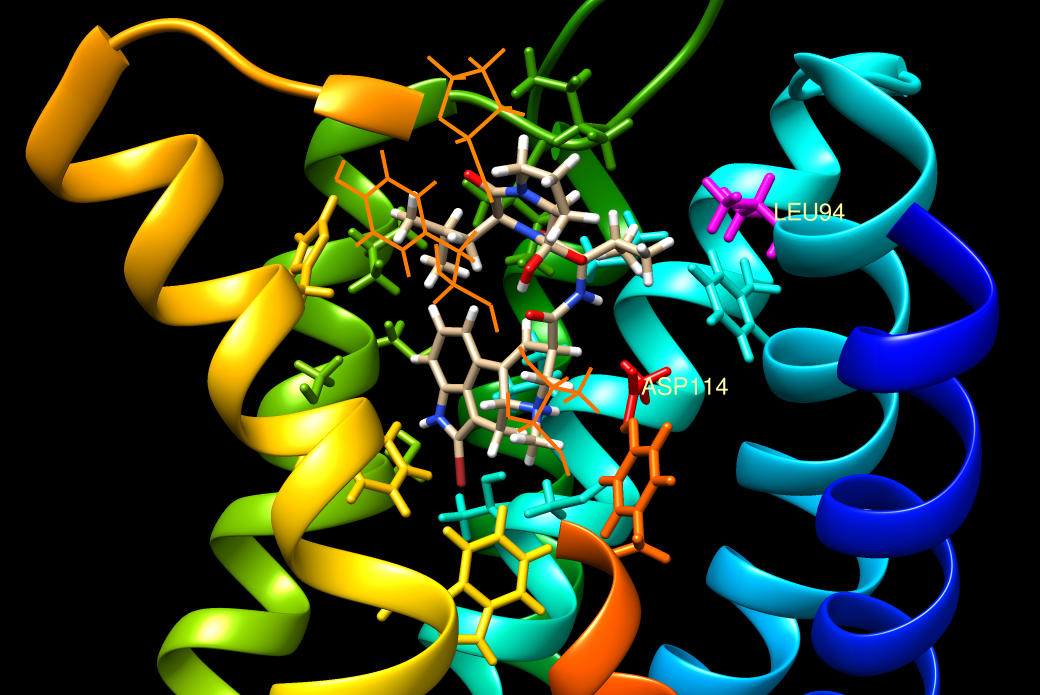
Dopaminrezeptor Typ D2 in regenbogenfarbiger Bänderdarstellung, gebunden mit Bromocriptin. Das Band der Helix7 ist zum Teil ausgeblendet. Die Aminosäurereste sind als Drähte angedeutet.

Von entscheidender Bedeutung für die psychotrope Potenz des LSD ist seine namensgebende N,N-Diethylamidgruppe. Bereits geringe Modifikationen an dieser Stelle – wie beim Isomer mit je einer Methyl- und n-Propylgruppe statt zweier Ethylgruppen – führen zu deutlich verringerter Wirkung. In einer homologen Reihe von N-Alkyl-N-iso-propyllysergamiden zeigt sich ein besonders starker Rückgang der Wirksamkeit im Tierversuch beim Übergang von der N-Ethyl-N-iso-propyl- zur N,N-Di-iso-propylverbindung. Untersuchungen mit Lysergamiden mit amidisch gebundenen 2,4-Dimethylazetidinen, welche als erstarrte Modelle der N,N-Diethylamidgruppe dienen, geben Hinweise auf die Bedeutung der Konformation dieser Gruppe: Lediglich das Derivat mit (S,S)-(+)-2,4-Dimethylazetidin rief im Tierversuch eine ähnlich starke Wirkung hervor wie LSD, die beiden anderen Stereoisomere mit (R,R)-(−)- und cis-2,4-Dimethylazetidin dagegen nicht. In vitro durchgeführte Ligandenbindungstests zeigten hier auch hohe Affinitäten zum 5-HT2A-, 5-HT2B- und 5-HT2C-Rezeptor sowie die höchste intrinsische Aktivität bezüglich der Umsetzung von Phosphoinositid als Schritt der Signaltransduktion. Auf Grundlage kristallographischer, kinetischer und molekulardynamischer Analysen wird dies damit erklärt, dass die Ethylgruppen im rezeptorgebundenen Zustand auf diese Weise trans zueinander stehen und nur diese Konformation weitere Wechselwirkungen des tiefer in den Rezeptor hineinragenden Ergolen-Gerüsts mit den Aminosäuren des Proteins ermöglicht, die den Liganden festhalten. Ist der Ligand an der Einnahme dieser fixierenden Konformation sterisch gehindert oder fehlen ihm die Substituenten, diffundiert er bereits nach kurzer Zeit wieder von der Bindungsstelle des Rezeptors fort. Die Kinetik der Rezeptor-Ligand-Bindung wirkt sich auf deren weitere Folgen nicht nur quantitativ, sondern auch qualitativ aus: je kürzer die Verweildauer an der Bindungsstelle von 5-HT2A- und 5-HT2B-Rezeptoren, desto geringer wird spezifisch der β-Arrestin2-Signalweg aktiviert. In diesem Zusammenhang erweist sich auch eine der extrazellulären Schleifen (EL 2) des 5HT2A/2B-Rezeptors als bedeutsam, da sie eine Art beweglichen „Deckel“ bildet, der sowohl den Ein- als auch den Austritt von Liganden verlangsamt. Wechselwirkungen seiner Seitenketten mit den Substituenten in der erweiterten Bindungstasche können die Verweildauer weiter erhöhen.
In vergleichenden kryoelektronenmikroskopischen Untersuchungen an Ligand-Rezeptor-Komplexen hat sich gezeigt, dass die Wechselwirkung zwischen C-8-ständigen Substituenten und erweiterter Bindungstasche auch wesentlich dafür ist, dass Bromocriptin viel stärker an Dopamin-Rezeptoren vom Subtyp D2 bindet als an solche vom Subtyp D1, da dessen große Tripeptidgruppe – unter anderem aufgrund der sterisch anspruchsvollen Leucin-Seitenkette – im Falle des D1-Subtyps in Konflikt mit der Seitenkette eines evolutionär nicht-konservierten Lysin sowie mit der Position einer transmembranären α-Helix (TM6) steht. Im Falle des D2-Subtyps ist erstere nicht vorhanden und letztere anders positioniert, sodass auch der große Ergopeptidsubstituent Platz findet.

#### Bedeutung des Ergolengerüsts
| R2 | ED50 / μmol kg−1 | Ki / nM [3H]-5-HT | Ki / nM [3H]-ketanserin | Ki / nM [125I]-(R)-DOI |
| --- | ---------------- | ----------------- | ----------------------- | ---------------------- |
| Allyl | 0,013            | 15,5              | 08,1                    | 3,4                    |
| Et | 0,020            | 03,8              | 05,1                    | 5,1                    |
| nPr | 0,037            | 04,9              | 05,6                    |                        |
| Me | 0,046            | 05,9              | 05,2                    | 5,1                    |
| CH2cPr | 0,067            | 10,9              | 07,7                    |                        |
| iPr | 0,10             | 21,4              | 014,1                   |                        |
| nBu | 0,36             | 45,7              | 05,2                    |                        |
| CH2C2H | 0,62             | 91,2              | 100,0                   |                        |
| CH2CH2Ph | k. S.            |                   |                         |                        |
| H | k. S.            | 30,2              | 158,0                   |                        |
| ED50-Werte aus DD-Versuchen mit Ratten („k. S.“: keine Substitution, d. h. Ratten erkennen es nicht als LSD-analog), Hemmungskonstanten Ki aus Versuchen zur Verdrängung radioaktiv markierter Liganden von 5-HT2-Rezeptoren. Kleinere Zahlenwerte entsprechen höheren Potenzen (ED50) bzw. Rezeptoraffinitäten (Ki). Bei LSD selbst ist R2=Me. |                  |                   |                         |                        |

Wichtig für die Verankerung sowohl im Serotonin- als auch im Dopamin-Rezeptor ist eine Ionenbindung zwischen der basischen – und damit unter physiologischen Bedingungen protonierten – Trialkylamingruppe in Position 6 und der Carboxylatgruppe einer konservierten Aspartat-Seitenkette. Wird die Methylgruppe am N-6 durch andere organische Gruppen ersetzt, lässt sich in manchen Fällen im Rahmen von Drug-Discrimination-Versuchen eine niedrigere mittlere effektive Dosis (ED50) bestimmen, ab der Versuchstiere, die zuvor gelernt hatten, nach intraperitonealer Gabe von LSD einerseits und isotoner Salzlösung andererseits unterschiedliche Schalter zu betätigen, LSD-entsprechendes Verhalten zeigen (siehe Tabelle). Vor allem mit Allyl- (AL-LAD), aber auch Ethyl- (ETH-LAD) und n-Propylgruppen (PRO-LAD) am N-6 ergaben sich niedrigere ED50-Werte als bei LSD, mit iso-Propyl-, n-Butyl- und Propargylgruppe dagegen höhere. Ohne Methylgruppe (Nor-LSD) erkannten die Versuchstiere die Substanz nicht mehr als LSD-Analogon; gleiches gilt bei ihrer Ersetzung durch die 2-Phenylethylgruppe, was im Falle von Opiumalkaloiden dagegen oft zu hoher Aktivität führt.
Die Wechselwirkung zwischen dem Indolring und dem Rezeptor scheint weniger festgelegt zu sein. Mit LSD tritt im 5-HT2B-Modell eine Wasserstoffbrückenbindung des (nicht basischen) Indol-NH zum Rückgrat-O eines Glycin auf, mit Ergotamin dagegen zur OH-Gruppe einer Threonin-Seitenkette. Von verschiedenen Ergolinen und Tryptaminen ist bekannt, dass Alkylsubstituenten am Indol-N die Affinität zum 5-HT2A-Rezeptor des Menschen verringern, nicht jedoch zu jenem der Ratte. Der Unterschied ist so stark, dass sich dabei das Verhältnis der 5-HT2A-Rezeptoraffinität zwischen den Spezies umkehrt: Während die N-1-unsubstituierten Verbindungen eine höhere Affinität zum menschlichen Rezeptor haben, haben die N-1-substituierten eine höhere zum Rezeptor der Ratte. Acylsubstituenten am Indol-N verringern die Affinität von LSD-Derivaten zu den meisten Monoamin-Rezeptoren einschließlich des 5-HT2A-Rezeptors um ein bis zwei Zehnerpotenzen. Die immer noch beträchtliche Potenz der N-1-acetylierten (ALD-52), -propionylierten (1P-LSD) und -butyrylierten (1B-LSD) Verbindungen ist auf effektive Deacylierung in vivo zurückzuführen.
Allgemein zu einem Verlust der halluzinogenen Wirkung führen Inversionen eines der beiden oder beider Stereozentren (C-5, C-8), Reduktion der Δ9,10-Doppelbindung oder Substituenten am C-2, insbesondere Halogene.

### Pharmakokinetik
Im Körper beginnt die Biotransformation der nur schlecht wasserlöslichen Lysergamide in der Leber mit Funktionalisierungsreaktionen (Phase-I-Reaktionen). Von zentraler Bedeutung sind hier Oxidationsreaktionen, die von Enzymen des Cytochrom-P450-Systems katalysiert werden, vor allem von CYP3A4: CYP3A4 entfernt Alkyl- und Allylgruppen vom Amin-N (N-6), deethyliert Amidgruppen zum N-Monoethylamid und hydroxyliert das Ergolen-Gerüst. Außer bei N-1-acylierten LSD-Derivaten und ETH-LAD werden solche Hydroxylierungen auch von CYP1A2 katalysiert. Andere Isoenzyme der CYP-Superfamilie spielen nur eine kleine Rolle: CYP2C19 katalysiert von den untersuchten Muttersubstanzen nur die Demethylierung von LSD, CYP2C9 die Amid-Deethylierung nur bei LSD und ECPLA, CYP2D6 die Hydroxylierung von ALD-52, 1B-LSD und ETH-LAD. Von CYP2D6 gibt es Polymorphismen, die einen nennenswerten Einfluss auf die pharmakokinetischen Parameter von LSD haben. Acylgruppen am Indol-N (N-1) werden hydrolytisch durch Amidasen abgespalten. Vor allem hierdurch kann LSD aus N-1-acylierten LSD-Derivaten freigesetzt werden. Auch Alkylgruppen am Indol-N können in vivo rasch entfernt werden; so wird etwa Methysergid im Zuge eines First-Pass-Effekts zu einem großen Teil zu Methylergometrin N-1-demethyliert.
In Phase II der Biotransformation werden die so funktionalisierten Metabolite glucuronidiert, wodurch ihre Hydrophilie stark zunimmt und sie über die Niere mit dem Harn ausgeschieden werden können.

Postulierter Reaktionsweg für Phase I der Biotransformation von 1P-LSD entlang in vitro mit LC/MS nachgewiesener Metabolite. N-Dealkylierungen (rot) und Ringhydroxylierungen (orange) werden von CYP-450-Enzymen katalysiert, Deacylierungen (blau) von Amidasen. Aus dem Anteil der Muttersubstanz, der zuerst deacyliert wird, entsteht LSD (Mitte), bevor dieses weiter verstoffwechselt wird.

### Toxikologie

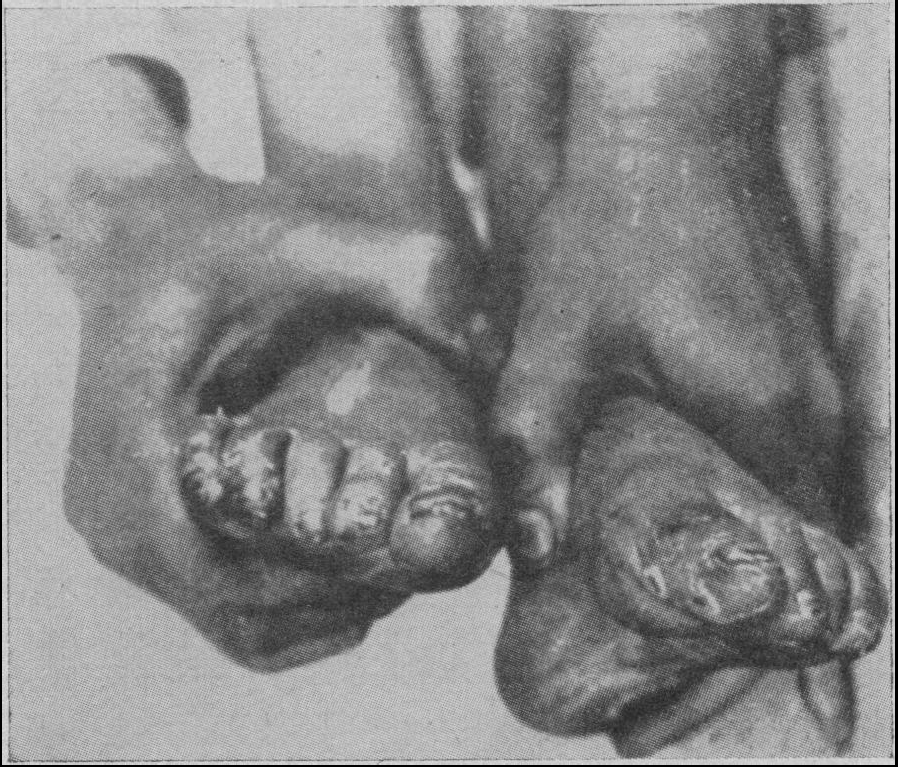
Nekrotische Fußzehen bei gangränösem Ergotismus, eine Folge extremer Blutgefäßverengung, hervorgerufen durch Lysergamidalkaloide, insbesondere Ergotamin.

Mutterkornvergiftungen sind die wohl ältesten bekannten Mykotoxikosen. Je nach Herkunft kann sich die Alkaloidzusammensetzung im Sklerotium unterscheiden und unterschiedliche Symptombilder hervorrufen. Man unterscheidet nach den Symptomen vor allem konvulsiven Ergotismus mit tonisch-klonischen Krampfanfällen und Halluzinationen sowie gangränösen (vaskulären) Ergotismus mit Gewebsnekrosen infolge von Blutunterversorgung aufgrund extremer Blutgefäßverengung. Hinzu können Verdauungsbeschwerden (Enteroergotismus) und Überwärmung (hyperthermer Ergotismus) treten. Werden gleichzeitig Medikamente eingenommen, die die CYP3A4 hemmen, können auch therapeutisch übliche Dosen von Lysergamid-Wirkstoffen giftig wirken, da ihr Abbau dadurch behindert wird. Mehrere Fälle sind bekannt, bei denen nach gleichzeitiger Einnahme eines Präparats mit 1 mg Ergotamin und eines CYP3A4-Hemmers gangränöser Ergotismus auftrat. Im Vergiftungsfalle werden zur Therapie standardmäßig Vasodilatantien intraarteriell injiziert, um der gefährlichen Vasokonstriktion zu begegnen. Auch längerdauernde Einnahme von Ergotaminen scheint das Ischämie-Risiko zu erhöhen, doch ist die Studienlage hierzu noch unzureichend.
Für Ergopeptide – nicht jedoch für einfache Lysergamide wie Ergometrin – wurde ferner Zytotoxizität in menschlichen Zellkulturen demonstriert.
Während von LSD selbst bekannt ist, dass es sich bei üblichen wirksamen Dosen (50–200 μg) um eine physiologisch äußerst sichere Substanz handelt, gibt es zur Toxizität LSD-analoger neuer psychoaktiver Substanzen kein gesichertes Wissen, sondern lediglich die Selbstauskunft von Konsumenten, Analoga als insgesamt etwas weniger wirksam und subjektiv noch weniger gefährlich als LSD wahrzunehmen. Hinweise darauf, dass aktuell erhältliche Analoga eine signifikant höhere Toxizität hätten als LSD selbst, liegen bisher nicht vor.

## Chemie

### Biosynthese
Ihren Anfang nimmt die Biosynthese der Lysergamide in Mutterkornpilzen bei der Prenylierung der Aminosäure Tryptophan mit Dimethylallylpyrophosphat (DMAPP), katalysiert von der Prenyltransferase 4-Dimethylallyltryptophan-Synthase (DMATS). Nach Methyltransferase-katalysierter Methylierung der Aminogruppe mit S-Adenosylmethionin (SAM) wird über mehrere – ebenfalls enzymatische – Zwischenschritte zunächst Ring C und anschließend Ring D aufgebaut, wobei nach und nach verschiedene Clavine entstehen. Das Δ8,9-Ergolen Agroclavin wird in zwei weiteren Schritten enzymatisch zur Paspalsäure oxidiert, welche – entweder spontan oder mit Unterstützung seitens einer Isomerase – zur Lysergsäure tautomerisiert.

Überblick über die Biosynthese der Lysergsäure in C. purpurea: Tryptophan (1) wird zu 4-DMA-Tryptophan (2) prenyliert, das zu 4-DMA-Abrin (3) methyliert wird. Nach Aufbau des Rings C ist Chanoclavin-I (4) entstanden, Agroclavin (5) wird durch weiteren Ringschluss gebildet und zur Palpalsäure (6) oxidiert, die zur Lysergsäure (7) tautomerisiert.

Wie im Weiteren die Lysergamide aus der D-Lysergsäure entstehen, ist ungewöhnlich: Eine nichtribosomale Peptidsynthetase (NRPS), die über zwei funktionell unterschiedliche Untereinheiten (D-Lysergylpeptidsynthetase 1 und 2) verfügt, aktiviert zunächst mit ihrer einen Untereinheit (LPS2) die Carboxylgruppe durch Bildung eines Thioesters. Nach Transfer an die andere Untereinheit (LPS1) katalysiert diese drei aufeinanderfolgende Kondensationsreaktionen mit Aminosäuren, wobei jedes Zwischenprodukt wieder als reaktiver Thioester an das Enzym gebunden bleibt. Nach Übertragung von Prolin als dritter Aminosäure kommt es zur Cyclokondensation mit der zuvor übertragenen Aminosäure und das Lactam – ein Ergopeptam – wird freigesetzt. Dabei handelt es sich um das erste Beispiel eines NRPS-Multienzymkomplexes mit verschiedenen Untereinheiten, das in Pilzen gefunden wurde. Die Weiterreaktion zu Ergopeptinen erfordert einen enzymatisch katalysierten Zwischenschritt, in dem die erste Aminosäure an ihrer α-Position oxidiert wird; das Zwischenprodukt cyclisiert spontan zum Oxazolidinon – zum Ergopeptin. Alternativ kann die aktivierte Lysergsäure mithilfe eines weiteren Enzyms (LPS3) mit der Aminosäure Alanin kondensieren und anschließend zu Ergometrin reduziert werden.

Bildung von Ergopeptamen und einfachen Lysergamiden durch NRPS-Enzyme in C. purpurea: D-Lysergsäure (7) wird als reaktiver Thioester (8) an die LPS2-Untereinheit gebunden. Von dort wird sie entweder an die LPS1-Untereinheit weitergereicht, die schrittweise insgesamt drei Aminosäuren über Peptidbindungen anhängt (9–11) und schließlich das zum Lactam cyclisierte Lysergyltripeptid (12) freisetzt, oder LPS3 bildet daraus Ergometrin (X), indem Alanin angehängt, dann aber von der Aminosäure zum Aminoalkohol reduziert wird.

### Herstellung

#### Bereitstellung des Grundgerüsts
Der übliche Weg zur Herstellung von Lysergamiden sind Partialsynthesen ausgehend von Lysergsäure, die in industriellem Maßstab (Weltjahresproduktion 1999 auf 10–15 t geschätzt) durch Isomerisierung von Paspalsäure oder Hydrolyse anderer Mutterkornalkaloide aus Bioreaktoren mit saprophytisch kultivierten Mutterkornpilzen bereitgestellt wird. Die natürlich vorkommenden Ergopeptine werden direkt durch Fermentation gewonnen, wobei deren geringe Wasserlöslichkeit bei dem dafür nötigen pH-Wert niedrige Konzentrationen in der Fermentationsbrühe bedingt. Auch laborchemische Zugänge zum Aufbau des Ergolen-Gerüsts sind möglich: Der Forschungsgruppe um Robert B. Woodward gelang 1956 die erste, fünfzehnstufige Totalsynthese der Lysergsäure, seitdem wurden zahlreiche weitere – auch enantioselektive – Zugänge entwickelt. Diese Ansätze sind jedoch viel aufwändiger als die Isolierung aus natürlichem Material und anschließende Modifizierung.
Die häufigsten Modifikationen in Lysergamiden betreffen die Substituenten an den Stickstoffatomen (Indol-N, Amin-N und Amid-N) sowie an Position 2 des Indolrings. Das Einführen von Substituenten an anderen Positionen – ohne die Δ9,10-Ergolen-Grundstruktur zu verändern – bereitet dagegen meist große präparative Schwierigkeiten.

#### Synthese amidsubstituierter Lysergamide
Der erste synthetische Zugang zu Lysergamiden war die Spaltung natürlicher Ergopeptide mit Hydrazin, wodurch die Carbonsäurehydrazide der Diastereomere Lysergsäure und Isolysergsäure entstehen, deren Enantiomere durch Kristallisation mit Di-(p-toluyl)-D-weinsäure aufgetrennt werden können. Die Isolysergsäurehydrazide lagern sich in gesättigter Ethanol-Lösung nach Zugabe von Kalilauge basenkatalysiert zu den entsprechenden Lysergsäurehydraziden um. Aus den Carbonsäurehydraziden können durch Umsetzung mit in situ gebildeter salpetriger Säure die Carbonsäureazide gewonnen werden. Die sehr reaktionsfähigen Lysergsäureazide bilden mit Aminen dann die entsprechenden Lysergsäureamide. Auch LSD wurde auf diese Weise erstmals synthetisiert.

Reaktionsschema der Synthese von Lysergamiden aus Lysergsäure und Dialkylaminen mithilfe von Phosphorylchlorid.

Diese Methode ist mit verschiedenen Nachteilen behaftet: Die Reaktionsbedingungen bewirken eine teilweise Racemisierung und Isomerisierung, was weitere Trennungs-, Umlagerungs- und Aufreinigungsschritte erfordert, die hochreaktiven Azide müssen in großen Mengen Lösungsmittel verdünnt werden, und der Acylierungsschritt nimmt mehrere Stunden in Anspruch. Dennoch waren lange Zeit keine besseren Zugänge verfügbar, da der klassische Weg der Amidsynthese – die Bildung der entsprechenden Carbonsäureester oder -chloride und die anschließende Umsetzung mit Aminen – bei Lysergsäure nicht funktioniert. Im Laufe der Zeit wurden jedoch verschiedene Alternativrouten entwickelt, die die direkte Darstellung zahlreicher Lysergamide aus Lysergsäure ermöglichen, etwa über gemischte Säureanhydride mit Trifluoressigsäure oder Schwefelsäure, mithilfe von Phosphorylchlorid, oder mit PyBOP als Kupplungsreagenz.

#### Synthese N-1-substituierter Lysergamide
Modifikationen am Indol-N (Position 1) sind durch Alkylierungen, Acylierungen und Mannich-artige Reaktionen leicht zugänglich. Alkylierungen werden mit primären Alkylhalogeniden und Kaliumamid in flüssigem Ammoniak durchgeführt. Acylierungen sowie Sulfamoylierungen lassen sich mithilfe von Phasentransferkatalyse durch Umsetzung mit den entsprechenden Carbon- bzw. Sulfonsäurehalogeniden vornehmen. Die Acetylierung mit Essigsäureanhydrid gelingt dagegen nicht, da es unter milden Bedingungen nicht mit Lysergsäure-Derivaten reagiert, unter energischeren Bedingungen aber der Ring D aufgespalten wird. Eine Alternative ist die Umsetzung mit Keten in Benzol mit katalytischen Mengen Triethylamin. Mannich-artige Kondensation von Dialkylaminen und Carbonylverbindungen ist mit Indolen möglich, wenn sie – wie die Derivate der Lysergsäure – an Position 3 Substituenten tragen. Hierdurch werden die N-1-Dialkylaminoderivate der Lysergamide zugänglich. Diverse weitere Modifikationen sind möglich.

#### Synthese C-2-substituierter Lysergamide
In Position 2 ist die pharmazeutisch bedeutendste Modifikation das Einführen eines Brom-Atoms wie in Bromocriptin und 2-Brom-LSD (BOL-148). Direkte Bromierung mit elementarem Brom führt jedoch zur Überbromierung. Ein einzelnes Br-Atom kann mithilfe von N-Bromsuccinimid eingeführt werden, analog Iod mit N-Iodsuccinimid, Chlor mit N,2,6-Trichlor-4-nitro-acetanilid. Speziell für die Synthese von Bromocriptin aus Ergocryptin wurden zahlreiche weitere Verfahren entwickelt.

#### Synthese N-6-substituierter Lysergamide

Dreistufige Synthese eines Derivats mit anderem Substituenten am N-6 aus LSD. R ist eine Alkyl- oder Allylgruppe, X ein Halogenatom.

Die Darstellung von am Amin-N (Position 6) anders substituierten Lysergamiden aus Lysergsäure erfordert zu Beginn deren N-Demethylierung. Da es sich beim Ausgangsstoff um ein tertiäres Amin handelt, kann es im Rahmen einer Von-Braun-Reaktion mit Bromcyan in Tetrachlormethan (unter Freisetzung von Methylbromid) zur entsprechenden N-Cyanoverbindung umgesetzt werden, welche sich anschließend mit Zink in verdünnter Essigsäure zum sekundären Amin reduzieren lässt. Letzteres ist ein geeigneter Reaktionspartner für eine nukleophile Substitution mit Alkyl- oder Allylhalogeniden, welche mit ihm in Dimethylformamid (mit Kaliumcarbonat zum Abfangen der bei der Reaktion freigesetzten Halogenwasserstoffe) die entsprechenden N-6-alkylierten bzw. -allylierten Produkte bilden.

### Reaktionen
Eine präparativ bedeutende Reaktion der Lysergamide ist die Reduktion der Δ9,10-Doppelbindung, die einen wichtigen Schritt in der Synthese von Ergolin-Arzneistoffen wie Cabergolin, Dihydroergotamin, Dihydroergocryptin und Dihydroergotoxin darstellt. Hierbei entsteht am C-10 ein neues Stereozentrum. Durch katalytische Hydrierung von Lysergsäure und ihren Derivaten wird nur das Stereoisomer mit trans-ständigen Ringen C und D gebildet (bei Isolysergsäure und deren Derivaten dagegen das cis-Isomer), was einen frühen Hinweis auf die jeweilige Stellung der abschirmenden Carbonsäuregruppe bei Lysergsäure und Isolysergsäure gab.
Nach photochemischer Anregung der Doppelbindung kann es in wässriger Lösung auch zur protisch katalysierten Addition von Wasser kommen, bei der sich die Hydroxylgruppe anschließend am C-10 befindet, wobei auch hier das trans-Isomer begünstigt ist.

Epimerisierung eines Lysergamids (links) zum Isolysergamid (rechts). Die Abgabe des Protons am Stereozentrum C-8 an eine Base als erster Reaktionsschritt der Tautomerie wird durch den −M-Effekt der benachbarten Carbonylgruppe erleichtert und das resultierende Zwischenprodukt (Mitte) durch eine damit konjugierte Doppelbindung stabilisiert.

Insbesondere in Gegenwart katalytischer Mengen Base kommt es leicht zur Epimerisierung am C-8. Der Grund hierfür liegt in der benachbarten Δ9,10-Doppelbindung: (8R)- (Lysergsäure/-amide) und (8S)-Stereoisomer (Isolysergsäure/-amide) können sich über das Δ8,9-Tautomer als Zwischenprodukt ineinander umwandeln. Aus biologischem Material extrahierte Ergopeptine enthalten daher immer auch zu einem gewissen Anteil die Isoformen. Bei Ergopeptamen ist das dagegen nicht der Fall, da diese sich in Gegenwart von Basen rasch zersetzen.
Weitere Reaktionen von Lysergamiden, die in der Literatur beschrieben werden, beinhalten die salzsaure Ringöffnung von 1,2-Dimethylaziridinen in Form ihrer Amide mit Lysergsäure, die vollständige alkalische Hydrolyse von Ergopeptinen sowie die Methanolyse von Ergopeptamen.

### Analytik

Van-Urk-Reaktion: Zwei Moleküle einer Indolverbindung kondensieren mit p-DMB zu einem Triarylmethinfarbstoff.

Farbreaktionen können sowohl zum qualitativen als auch zum quantitativen Nachweis von Lysergamiden eingesetzt werden. Zur Anfärbung auf den Trägerplatten nach Dünnschichtchromatographie dient meist das Dragendorff-Reagenz. Hohe Empfindlichkeit bei der photometrischen Bestimmung der Konzentration von Indolverbindungen besitzt die – zum Nachweis der Mutterkornalkaloide entwickelte – Van-Urk-Reaktion. Weitere chemische Methoden sind in der Literatur beschrieben, haben in der heutigen Praxis aber keine große Bedeutung.
Toxikologische Analysen stützen sich hauptsächlich auf instrumentelle Verfahren, insbesondere auf Infrarot- und Kernspinresonanzspektroskopie sowie gekoppelte chromatographische und massenspektrometrische Verfahren (LC/MS und GC/MS).
Zur Strukturaufklärung können Lysergamide entweder – wie bei ihrer klassischen Synthese aus Ergopeptinen – durch Hydrazinolyse oder durch Reduktion mit Lithiumalanat gespalten werden, zur weiteren Analyse von Peptidteilen können anschließend Standardmethoden wie der Edman-Abbau zum Einsatz kommen. Die Analyse der Fragmente erfolgt dann mittels geeigneter instrumenteller Verfahren.

## Regulierung auf Staats- und EU-Ebene

### Lebens- und Futtermittel
Mit der EU-Verordnung 2021/1399 sind mit Wirkung zum 1. Januar 2022 Höchstgehalte von Mutterkornalkaloiden in Getreideerzeugnissen festgelegt. So dürfen bei Abgabe an den Endabnehmer bzw. Verbraucher beispielsweise Roggenmehl und -körner nicht mehr als 500 μg/kg enthalten. Ab 1. Juli 2024 gilt ein abgesenkter Höchstwert von 250 μg/kg. Die Gehalte sind definiert als Summe aus Ergotamin, Ergometrin, Ergosin, Ergocristin, Ergocryptin und Ergocornin und deren Epimeren.

### Psychoaktive Substanzen

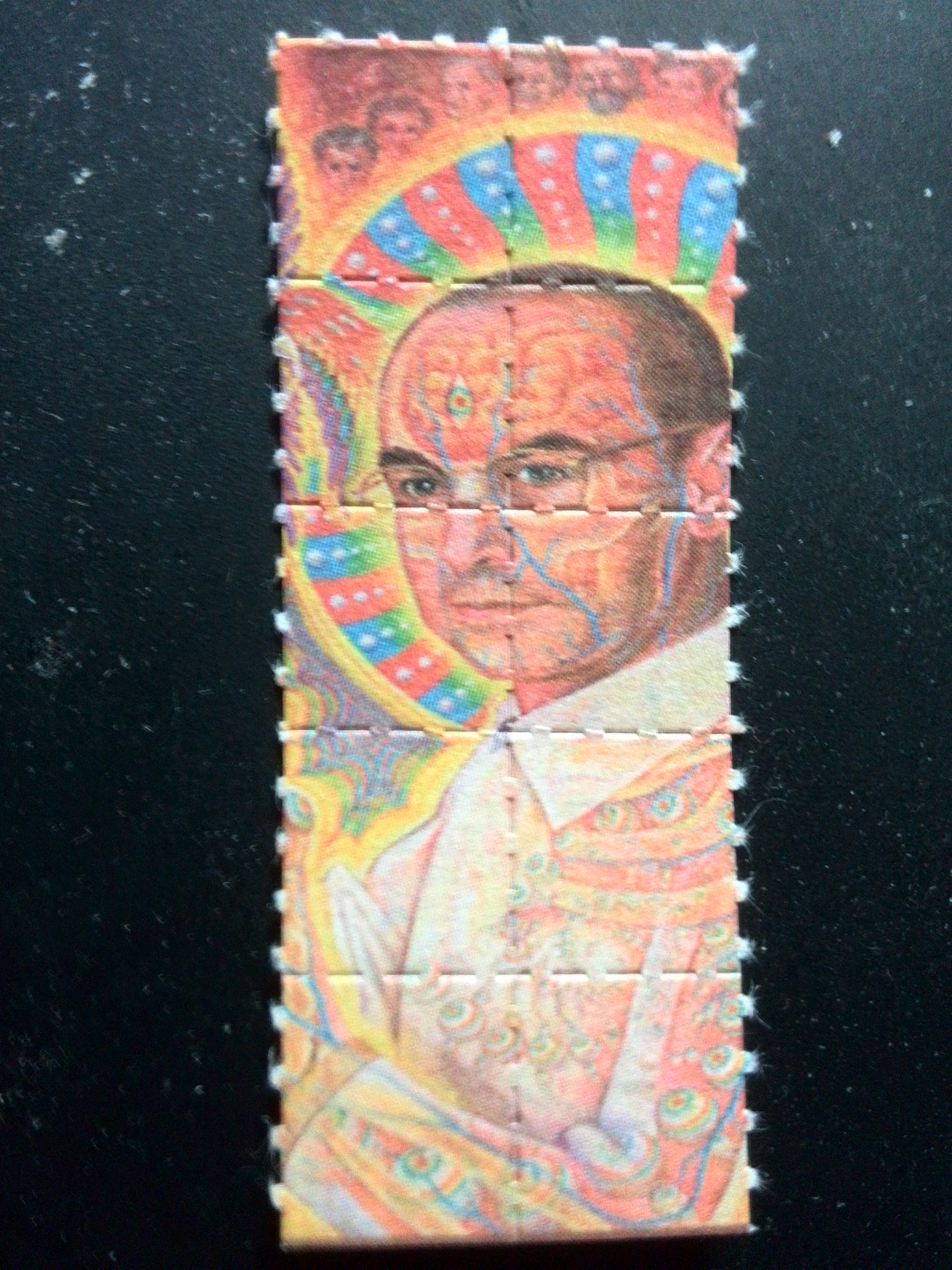
Ein LSD-Blotter, mit je 100–120 µg dosiert. Abgebildet ist Albert Hofmann, Entdecker des LSDs.

Als LSD in den 60er Jahren zunehmend auch in der breiteren amerikanischen Bevölkerung – insbesondere auch in der Gegenkultur, die sich unter dem Eindruck des Vietnamkrieges herausbildete – als Droge konsumiert wurde, schränkten viele westliche Staaten seit Mitte des Jahrzehnts Herstellung, Inverkehrbringen, Handel und Besitz psychotroper Substanzen rechtlich stark ein. LSD selbst ist seit 1970 in Anhang I des Controlled Substances Act gelistet und unterliegt damit in den USA strengster Regulierung. International fällt es unter die Konvention über psychotrope Substanzen, wodurch es automatisch auch vom österreichischen Suchtmittelgesetz (SMG) erfasst wird. In der Bundesrepublik Deutschland wurde es 1967 mit der vierten Betäubungsmittel-Gleichstellungsverordnung den betäubungsmittelrechtlichen Vorschriften des Opiumgesetzes unterstellt und ist bis heute nicht verkehrsfähig gem. Anlage I zum Betäubungsmittelgesetz (BtMG). Um seine unerlaubte Herstellung zu unterbinden, unterstehen neben Lysergsäure selbst auch die Mutterkornalkaloide Ergometrin und Ergotamin aufgrund ihrer Einstufung als Grundstoffe der Kategorie 1 in der Verordnung (EG) Nr. 111/2005 in Deutschland dem Grundstoffüberwachungsgesetz (GÜG), in der Schweiz zu gleichem Zwecke als Vorläuferstoffe gem. Verzeichnis f der Schweizer Betäubungsmittelverzeichnisverordnung (BetmVV-EDI) dem Betäubungsmittelgesetz (BetmG).
Darüber hinaus unterliegen in Deutschland seit 2016 alle Substanzen den Beschränkungen des Neue-psychoaktive-Stoffe-Gesetzes (NpSG), die gem. § 7 NpSG mit Zustimmung des Bundesrats entspr. Art. 80 Abs. 2 GG durch Verordnung des Bundesgesundheitsministeriums in die Anlage des NpSG eingetragen worden sind. Dort werden zwei Kategorien vom Tryptamin abgeleiteter Verbindungen unterschieden, wobei LSD-Analoga in der Kategorie der Δ9,10-Ergolene erscheinen. Das NpSG erfasst jedoch nicht alle Δ9,10-Ergolene schlechthin, sondern gem. § 2 NpSG nur solche, deren molare Masse 500 u nicht überschreitet und die an Position 8 eine Amidgruppe sowie an weiteren bestimmten Positionen der so definierten Lysergamid-Grundstruktur solche Substituenten besitzen, welche in der Anlage des Gesetzes gelistet sind. Eine Unterscheidung nach Konfigurationsisomeren – obwohl pharmakologisch bedeutsam – findet im Rahmen des NpSG nicht statt. Auf Stoffe, die Arzneimittel im Sinne des Arzneimittelgesetzes (AMG) oder Betäubungsmittel im Sinne des BtMG sind, ist das NpSG nicht anwendbar, § 1 Abs. 2 NpSG.
| R1 (am Indol-N) | R2 (am Amin-N)                                                                                               | R3/R4 (am Amid-N) |
| --- | --- | --- |
| - Wasserstoff - Alkylgruppen (Kettenlänge bis C8) - Cycloalkylmethyl-, -ethyl- und -propylgruppen (Ringgröße bis C6) - Alkylcarbonylgruppen (Kettenlänge bis C10) - Cycloalkylcarbonylgruppen (Ringgröße bis C6) - Cycloalkylmethyl-, -ethyl- und -propylcarbonylgruppen (Ringgröße bis C6) - Benzylcarbonylgruppen | - Wasserstoff - Alkylgruppen (Kettenlänge bis C4) - Allylgruppen - Prop-2-in-1-yl-Gruppen (Propargylgruppen) | - Wasserstoff - Alkylgruppen (Kettenlänge bis C5) - Allylgruppen - Cyclopropylgruppen - 1-Hydroxyalkylgruppen (Kettenlänge bis C2) - Verbindungen, bei denen das Amid-N Teil eines Morpholino-, Pyrrolidino- oder Dimethyl-Azetidid-Ringsystems ist |

Das österreichische Recht verfolgt einen etwas anderen Ansatz, hier werden neue psychoaktive Substanzen nicht über ihre chemische Struktur definiert, sondern gem. § 1 NPSG über ihre Fähigkeit, bei ihrer Anwendung im menschlichen Körper eine psychoaktive Wirkung herbeizuführen. Allerdings eröffnet § 3 NPSG dem Bundesgesundheitsminister die Möglichkeit, neue psychoaktive Substanzen mit Verordnung zu bezeichnen. Dabei dürfen – sofern dies besser geeignet erscheint, der Verbreitung psychoaktiver Substanzen vorzubeugen – auch ganze chemische Substanzklassen definiert werden, selbst wenn davon Substanzen mit erfasst werden, deren psychotrope Potenz gering oder nicht vorhanden ist, oder die dem SMG unterliegen. Die Anlage II zur einschlägigen Neue-Psychoaktive-Substanzen-Verordnung (NPSV) benennt pauschal sowohl „[j]ede Verbindung, die von einer Phenethylamin-Grundstruktur abgeleitet werden kann, auch wenn sie ein heterocyclisches oder polycyclisches Ringsystem […] an Stelle der Phenylstruktur oder eine oder mehrere der chemischen Strukturen gemäß § 1 Abs. 2 als Substituent(en) aufweist“ als auch „Tryptamin sowie jede Verbindung, die von dieser chemischen Grundstruktur abgeleitet werden kann, auch wenn sie eine oder mehrere der chemischen Strukturen gemäß § 1 Abs. 2 als Substituent(en) aufweist“, wobei es sich bei Substituenten gemäß § 1 Abs. 2 NPSV um „Aldehyde, Alkane, Alkene, Alkohole, Alkoxide, Alkyle, Alkylhalide, Alkyne, Amide, Amine, Benzyle, Carboxylate, Ester, Ether, Halogenide, Isocyanate, Ketone, Nitrile, Nitroxide, Phenole, Phenyle, Selenoalkyle, Selenoester, Selenole, Thioalkyle, Thiocyanate, Thioester, Thioketone, Thiole, Thiophenole sowie alle chemisch möglichen auch substituierten Ringverbindungen (wie insbesondere Cyclopropyl-, Cyclobutyl-, Benzocyclobutyl- oder Adamantan-Ringstrukturen) und substituierten Hetero-Ringverbindungen (wie insbesondere Indazol-, Pyrazolopyridin-, Azaindol-, Tetrahydro-Naphthyridin-Verbindungen) sowie deren isomere Ringstrukturen“ handeln kann. Nicht anwendbar ist das NPSG auf Stoffe, die nach Maßgabe der arzneimittel-, apotheken- oder arzneiwareneinfuhrrechtlichen Vorschriften in Verkehr gebracht werden dürfen, § 2 NPSG.
In der Schweiz wird vom Eidgenössischen Departement des Innern über die BetmVV-EDI bestimmt, welche Substanzen der Betäubungsmittelkontrolle nach dem BetmG unterliegen. Dort finden sich in Verzeichnis e als „Rohmaterialien und Erzeugnisse mit vermuteter betäubungsmittelähnlicher Wirkung“ mehrere einzelne LSD-Analoga sowie alle Lysergamide, sofern sie
- am Indol-N unsubstituiert oder mit einer beliebigen Alkyl- oder Carbonylgruppe substituiert sind,
- und zusätzlich am Amid-N unsubstituiert oder in beliebigem Umfang mit Alkyl-, Alkenyl-, Alkoxyalkyl- oder Hydroxyalkylgruppen substituiert sind,
- sowie zusätzlich am N-6 mit einer beliebigen Alkyl- oder Alkenylgruppe substituiert sind.[121]

Die Verwendung von LSD und Analoga zu wissenschaftlichen Zwecken ist auch in Deutschland, Österreich und der Schweiz nicht verboten (§ 3 Abs. 2 NpSG) bzw. genehmigungsfähig (§ 3 Abs. 2 BtMG, § 6 Abs. 1 Nr. 2 SMG, Art. 8 Abs. 5, 14 Abs. 2 BetmG).